# Bakou
Bakou es un municipio del departamento de Haut-Nkam de la región del Oeste, Camerún. En noviembre de 2005 tenía una población censada de 5255 habitantes.
Se encuentra ubicado cerca del río Noun, al norte de la ciudad más poblada del país, Duala.